# Хольмгрен, Аугуст
Аугуст Хольмгрен (дат. August Holmgren; род. 22 апреля 1998, Хельсингёр, Фредериксборг) — датский профессиональный теннисист.

## Биография
Хольмгрен пять лет играл в студенческой лиги тенниса за команду «Сан-Диего Торерос» с 2017 по 2022 годы завоёвывал множество наград Конференции Западного побережья (WCC). Был лучшим игроком Дании после победы на Национальном осеннем чемпионате Межвузовской теннисной ассоциации (ITA) в конце 2021 года. Завершил свою студенческую карьеру, заняв второе место на чемпионате NCAA в одиночном разряде 2022 года после Бена Шелтона.
В ATP туре Хольмгрен дебютировал на турнире в Сан-Диего в 2021 году как «лаки-лузер». В первом же матче уступил бывшей третьей ракетке мира Григору Димитрову в двух сетах.
В июле 2024 года Хольмгрен выиграл свой первый титул Челленджера в Посаблано, Испания, победив в финале первого сеянного Антуана Эскофье. Две недели спустя, 5 августа 2024 года, Аугуст вошёл в топ-175 рейтинга в одиночном разряде, заняв 167-е место в мире.
В июле 2025 года Хольмгрен дебютировал в основной сетке Уимблдонского турнира, после победы в квалификации. В первом своём матче на турнирах Большого шлема Хольмгрен одержал победу, обыграв Кантена Алиса из Франции. Во втором матче переиграл чешского теннисиста Томаша Махача в пяти сетах с решающим тай-брейком в пятом сете. Хольмгрен стал вторым датчанином в Открытую эру, дошедшим до третьего раунда в своём дебютном матче в основной сетке крупного турнира. После такого успешного старта получил новое прозвище: «Король камбэков Уимблдона». В третьем раунде уступил австралийцу Алексу Де Минору.

## Рейтинг на конец года
| Год  | Одиночный рейтинг | Парный рейтинг |
| 2024 | 200               | 305            |
| 2023 | 296               | 328            |
| 2022 | 482               | 859            |
| 2021 | 812               | 1070           |
| 2020 | 11106             | -              |
| 2019 | 1076              | -              |
| 2018 | 1754              | -              |